# منتخب فرنسا لكرة الماء
منتخب فرنسا الوطني لكرة الماء هو المنتخب الذي يمثل فرنسا في منافسات كرة الماء للرجال، ويقوم الإتحاد الفرنسي بإدارة شؤونه، كان يعتبر واحد من أفضل منتخبات كرة الماء في العالم حيث تمكن من الفوز ب3 ميداليات أولمبية وحل في مرتبة الوصيف في بطولة أوروبا 1927.